# Rio Piauí (vattendrag i Brasilien, Minas Gerais)
Rio Piauí är ett vattendrag i Brasilien.   Det ligger i delstaten Minas Gerais, i den sydöstra delen av landet, 700 km öster om huvudstaden Brasília.
I omgivningarna runt Rio Piauí växer huvudsakligen savannskog. Runt Rio Piauí är det glesbefolkat, med 11 invånare per kvadratkilometer.